# Lovagny
Lovagny település Franciaországban, Haute-Savoie megyében. Lakosainak száma 1297 fő (2022. január 1.). Lovagny Chavanod, Étercy, Nonglard, Poisy és Vaulx községekkel határos.

## Népesség
A település népességének változása:
| Lakosok száma | 1212 | 1248 | 1331 | 1286 | 1272 | 1257 | 1271 | 1272 | 1297 |
|               | 2013 | 2015 | 2016 | 2017 | 2018 | 2019 | 2020 | 2021 | 2022 |